# Megamelus bellicus
Megamelus bellicus är en insektsart som beskrevs av Remes Lenicov och Sosa 2007. Megamelus bellicus ingår i släktet Megamelus och familjen sporrstritar. Inga underarter finns listade i Catalogue of Life.